# Paraguay hívójelkörzetei
Paraguay hívójelkörzetei igazodnak az ország regionális határaihoz. Egy hívójelkörzethez több kerület tartozik. 
Paraguay számára az ITU a ZP hívójelprefixeket határozta meg.

## Paraguay hívójelkörzetei[1][2][3]
| Prefix | Körzet | Terület/jelleg                |
| ------ | ------ | ----------------------------- |
| ZP     | 0      | Mozgóállomások, klubállomások |
| ZP     | 1      | Boquerón                      |
| ZP     | 2      | Alto Paraguay                 |
| ZP     | 2      | Presidente Hayes              |
| ZP     | 3      | Amambay                       |
| ZP     | 3      | Concepcion                    |
| ZP     | 4      | Canindeyu                     |
| ZP     | 4      | San Pedro                     |
| ZP     | 5      | Asuncion                      |
| ZP     | 6      | Central                       |
| ZP     | 6      | Cordillera                    |
| ZP     | 6      | Paraguari                     |
| ZP     | 7      | Caaguazu                      |
| ZP     | 7      | Caazapa                       |
| ZP     | 7      | Guaira                        |
| ZP     | 8      | Misiones                      |
| ZP     | 8      | Neembucu                      |
| ZP     | 9      | Alto Parana                   |
| ZP     | 9      | Itapua                        |

## Lajstromjel
Vízi és légi járművek lajstromjelezéséhez a ZP prefixet használják.